# Exequiel Ramírez
Exequiel Horacio Ramírez Valero (Independencia, 20 de septiembre de 1924 – San Miguel, 9 de mayo de 2000) fue un ciclista chileno. Compitió en las carreras de ruta individuales y por equipos en los Juegos Olímpicos de Verano de 1948.

## Biografía
Estudió la preparatoria en el Patronato José M. Irarrázabal y en el Liceo de Aplicación. Su padre Elías lo motivó en la práctica del ciclismo, quien a los 8 años de edad lo inscribió en el club Ferroviarios. Cinco años después pasó al Green Cross, donde alternó con ciclistas como Raúl Ruz, Raúl Torres y Mario Gangas. A los 17 años, con su padre cruzaron la cordillera de los Andes en bicicleta: demoraron cuatro días en arribar a Mendoza y veinte en llegar a Buenos Aires.
Desde 1945, Ramírez fue campeón chileno de ciclismo en ruta y en ciclismo de velocidad, a nivel individual y por equipos, en múltiples oportunidades. En 1949 rompió el récord nacional de velocidad en los 25 kilómetros. Tras su participación en los Juegos Olímpicos en Londres, fue escogido deportista del año por la revista Estadio.
Obtuvo la medalla de oro en el Campeonato Sudamericano en Santiago 1950 en la categoría 50 km, superando al principal corredor argentino de ese momento, Clodomiro Cortoni, quien había ganado todas sus pruebas en el campeonato. También ganó la medalla de oro en la prueba de eliminación a 40 vueltas en los Juegos Panamericanos de 1951 en Buenos Aires, dejando atrás a los locales Alfredo Hersch y Elvio Giacche, la que fue la primera presea dorada en la historia del deporte chileno en dichos juegos. En 1952 sufrió un grave accidente mientras entrenaba en el velódromo del Estadio Nacional, que le dejó múltiples fracturas, parte de su rostro inmovilizado, y lesiones en el oído. Dos años después del accidente, volvió a competir, pero ante las secuelas que minaron su sentido del equilibrio, decidió retirarse definitivamente dejando el deporte profesional en 1956.
Falleció a los 76 años de edad, víctima de un atropello en la bicicleta que se desplazaba en la comuna santiaguina de San Miguel.